# Borley
Borley – wieś w Anglii, w hrabstwie Essex, w dystrykcie Braintree. Leży 39 km na północny wschód od miasta Chelmsford i 84 km na północny wschód od Londynu.